# 忍冬の花のように
『忍冬の花のように』（すいかずらのはなのように、Honeysuckle Rose）は、ジェリー・シャッツバーグが監督し、ジョン・バインダー、キャロル・ソビエスキー、ウィリアム・D・ウィットリフが脚本を執筆し、ウィリー・ネルソンとダイアン・キャノン、エイミー・アーヴィングが出演した1980年のアメリカのロマンチックドラマ西部劇映画。本作は1936年のスウェーデン映画『間奏曲』を基にしている。

## あらすじ
バック・ボーナムは良き家族に恵まれており、全国的な人気を得ようとしているカントリー歌手。バックは音楽活動と妻子への責任を両立させていて、以前のギタリストの娘がツアーに参加するまでは全てが思い通りに進んでいた。その道は誘惑に繋がり、転落へと繋がっていく。

## キャスト
- バック・ボーナム
  - 演：ウィリー・ネルソン
- ヴィヴ・ボーナム
  - 演：ダイアン・キャノン
- リリー・ラムジー
  - 演：エイミー・アーヴィング
- ガーランド・ラムジー
  - 演：スリム・ピケンズ
- ジェイミー・ボーナム
  - 演：ジョーイ・フロイド
- シド
  - 演：チャールズ・レヴィン（英語版）
- コットン・ロバーツ
  - 演：ミッキー・ルーニー・ジュニア（英語版）
- ブラッグ、コットンのマネージャー
  - 演：レイン・スミス
- ルースター
  - 演：ぺぺ・セルナ（英語版）
- ローゼラ・ラムジー
  - 演：プリシラ・ポインター
- ジャン
  - 演：ダイアナ・スカーウィッド
- ジーニー
  - 演：ジーニー・シーリー（英語版）
- エミルー・ハリス
  - 演：エミルー・ハリス（本人）
- テックス
  - 演：レックス・ルドウィック
- ケリー
  - 演：ミッキー・ラファエル（英語版）
- グラディ・マーティン
  - 演：グラディ・マーティン（英語版）（本人）
- ボー
  - 演：ビー・スピアーズ

## 公開

### 批評家の評価
映画評論家のロジャー・イーバートはこの映画を「ずる賢くて面白い」ものの、最終的には予想通りで残念だと評した：
この映画は徹底して表面的な決まり文句のレベルに留まっており、登場人物の酒に強く自滅的なライフスタイルについて深刻な発言をしたいという誘惑に抵抗しており……『忍冬の花のように』には、最後のシーンでステージ上で解決される類の問題がある：ウィリーとダイアンが一緒にデュエットし、誰もがものごとはうまくいくとしっている。
ニューヨーク・タイムズ紙のジャネット・マスリンはウィリー・ネルソンの演技について次のように書いている：
他の俳優がヤク狩りにぴったりであるのと同様には、ネルソン氏は自分の役柄に完全にぴったりではない。ストーリ上、親密さを求められる割にはあまりにも奇妙で、孤独に見える。しかし、彼のあらゆる仕草は絶大な威厳をもたらし、彼のキャラクターは作中で唯一、観客がもっと知りたいと思わせるものである。ネルソン氏は、ほとんどセリフのない役柄でこれだけのことを成し遂げており、それが彼の個性の強さをより印象的に見せている。
本作は1981年のカンヌ映画祭で特別招待作品として上映された。
音楽雑誌『ワイド・オープン・カントリー』は、本作を『夕陽のストレンジャー』についで、2番目にすぐれたウィリー・ネルソン出演映画とランクづけた。
Rotten Tomatoesは6件のレビューに基づいて『忍冬の花のように』に60%の評価を与えた。

### 興行成績
『忍冬の花のように』は1980年7月18日に全米826の劇場で公開され、最初の週末興行収入は218万9966ドルで全米興行収入ランキングの3位となった。最終的な興行収入は1781万5212どるとなった。

### 受賞
| 賞                                             | 部門           | 候補                                                      | 結果       |
| ---------------------------------------------- | -------------- | --------------------------------------------------------- | ---------- |
| アカデミー賞                                   | 歌曲賞         | 「オン・ザ・ロード・アゲイン」 ウィリー・ネルソン作詞作曲 | ノミネート |
| ゴールデンラズベリー賞                         | 最低助演女優賞 | エイミー・アーヴィング                                    | 受賞       |
| スティンカーズ・バッド・ムーヴィー・アウォード | 最低助演女優賞 | エイミー・アーヴィング                                    | ノミネート |

本作はアメリカン・フィルム・インスティチュートによって以下のリストに加えられている：
- 2004年：アメリカ映画主題歌ベスト100：
  - 「オン・ザ・ロード・アゲイン」 - ノミネート[10]

## サウンドトラック
サウンドトラックアルバムは1980年にCBSから発売された。 

### チャート
| チャート（1980年）                  | 順位 |
| ----------------------------------- | ---- |
| オーストラリア（Kent Music Report） | 34   |